# Kondō Daigorō
Kondō Daigorō (jap. 近藤 台五郎; * 1. Juni 1907 in Tokio; † 9. Februar 1991) war ein japanischer Fußballspieler.

## Nationalmannschaft
1927 debütierte Kondō für die japanische Fußballnationalmannschaft. Kondō bestritt zwei Länderspiele. Mit der japanischen Nationalmannschaft qualifizierte er sich für die Far Eastern Championship Games 1927.